# Ostrov Konëvskiy Oseredok
Ostrov Konëvskiy Oseredok är en ö i Kazakstan.   Den ligger i oblystet Atyraw, i den västra delen av landet, 1 700 km väster om huvudstaden Astana.